# Tereapii Tapoki
Tereapii Tapoki, née le 19 avril 1984 à Mauke, est une athlète des îles Cook spécialiste du lancer du disque, du poids et du javelot. Elle est triple championne d'Océanie de lancer du disque entre 2004 et 2008.

## Carrière
Pendant son enfance, elle apprend le lancer du disque et du poids avec des noix de coco et utilise son premier disque et son premier poids à l'âge de 14 ans.
Elle participe aux Jeux olympiques d'été de 2004 pour les Îles Cook en lancer du disque où elle ne dépasse pas le stade des qualifications avec un jet à 48,12 m. Quatre ans plus tard, elle est de nouveau qualifiée pour le lancer du disque et réalise un jet à 48,35 m et n'entre toujours pas en finale. Cette même année, elle est choisie pour être la porte-drapeau à la cérémonie de clôture.
Après sa carrière sportive, elle devient membre de la police de Rarotonga.

## Palmarès
| Date | Compétition                    | Lieu         | Place | Épreuve | Marque  |
| ---- | ------------------------------ | ------------ | ----- | ------- | ------- |
| 2001 | Championnats du monde jeunesse | Debrecen     | 9e    | Disque  | 40,71 m |
| 2002 | Championnats du monde juniors  | Kingston     | 15e   | Disque  | 36,75 m |
| 2003 | Universiade                    | Daegu        | 9e    | Poids   | 14,12 m |
| 2003 | Universiade                    | Daegu        | 15e   | Disque  | 45,48 m |
| 2004 | Championnats d'Océanie         | Townsville   | 2e    | Poids   | 14,58 m |
| 2004 | Jeux olympiques                | Athènes      | 38e   | Disque  | 48,12 m |
| 2005 | Championnats du monde          | Helsinki     | 18e   | Disque  | 50,92 m |
| 2006 | Championnats d'Océanie         | Apia         | 2e    | Poids   | 14,81 m |
| 2006 | Championnats d'Océanie         | Apia         | 1re   | Disque  | 52,83 m |
| 2006 | Championnats d'Océanie         | Apia         | 1re   | Javelot | 45,85 m |
| 2006 | Jeux du Commonwealth           | Melbourne    | 11e   | Disque  | 51,50 m |
| 2007 | Jeux du Pacifique Sud          | Apia         | 2e    | Poids   | 14,90 m |
| 2007 | Jeux du Pacifique Sud          | Apia         | 1re   | Disque  | 53,17 m |
| 2007 | Jeux du Pacifique Sud          | Apia         | 5e    | Javelot | 42,28 m |
| 2007 | Championnats du monde          | Osaka        | 28e   | Disque  | 50,35 m |
| 2008 | Jeux olympiques                | Pékin        | 36e   | Disque  | 48,35 m |
| 2009 | Championnats du monde          | Berlin       | 19e   | Disque  | 45,29 m |
| 2011 | Jeux du Pacifique              | Nouméa       | 5e    | Poids   | 13,12 m |
| 2011 | Jeux du Pacifique              | Nouméa       | 4e    | Disque  | 45,12 m |
| 2013 | Championnats d'Océanie         | Papeete      | 1re   | Poids   | 14,17 m |
| 2013 | Championnats d'Océanie         | Papeete      | 2e    | Disque  | 49,98 m |
| 2013 | Mini-Jeux du Pacifique         | Mata Utu     | 2e    | Poids   | 14,46 m |
| 2013 | Mini-Jeux du Pacifique         | Mata Utu     | 1re   | Disque  | 48,48 m |
| 2015 | Jeux du Pacifique              | Port Moresby | 2e    | Poids   | 14,31 m |
| 2015 | Jeux du Pacifique              | Port Moresby | 1re   | Disque  | 48,70 m |
| 2017 | Championnats d'Océanie         | Suva         | 4e    | Poids   | 12,81 m |
| 2017 | Championnats d'Océanie         | Suva         | 2e    | Disque  | 44,83 m |
| 2017 | Mini-Jeux du Pacifique         | Port-Vila    | 3e    | Poids   | 12,75 m |
| 2017 | Mini-Jeux du Pacifique         |              | 1re   | Disque  | 47,11 m |
| 2018 | Jeux du Commonwealth           | Gold Coast   | 10e   | Disque  | 46,01 m |
| 2019 | Championnats d'Océanie         | Townsville   | 7e    | Poids   | 11,77 m |
| 2019 | Championnats d'Océanie         | Townsville   | 6e    | Disque  | 46,13 m |
| 2019 | Jeux du Pacifique              | Apia         | 4e    | Poids   | 12,23 m |
| 2019 | Jeux du Pacifique              | Apia         | 2e    | Disque  | 44,63 m |

### Meilleures performances
| Épreuve           | Marque       | Lieu         | Date             |
| ----------------- | ------------ | ------------ | ---------------- |
| Lancer du poids   | 14,96 m (NR) | Tereora      | 13 octobre 2006  |
| Lancer du disque  | 57,61 m (NR) | Auckland     | 11 novembre 2006 |
| Lancer du marteau | 34,21 m      | Le Mont-Dore | 8 mai 2007       |
| Lancer du javelot | 45,85 m      | Apia         | 14 décembre 2006 |